# Linda Molin
Pour les articles homonymes, voir Molin.
Linda Molin, née le 24 juillet 1992 à Göteborg, est actrice suédoise.

## Filmographie
- 2011 : Apflickorna : Cassandra
- 2012 : Bitchkram : Kristin
- 2013 : Molanders (série télévisée) : Milla
- 2013 : Naomi and the Heartbreakers (court métrage) : Naomi
- 2013 : Naomi och hjärtekrossarna (court métrage) : Naomi
- 2014 : Anochece en la India : Karin
- 2014 : Viva Hate (mini-série) : Anna
- 2015 : Ängelby (série télévisée) : Thérèse
- 2015 : Min hemlighet (série télévisée) : Daniella
- 2015 : The Refugees : Bea
- 2015 : Trädgårdsgatan : Elin (adulte)